# Liste der Kulturdenkmale in Völpke

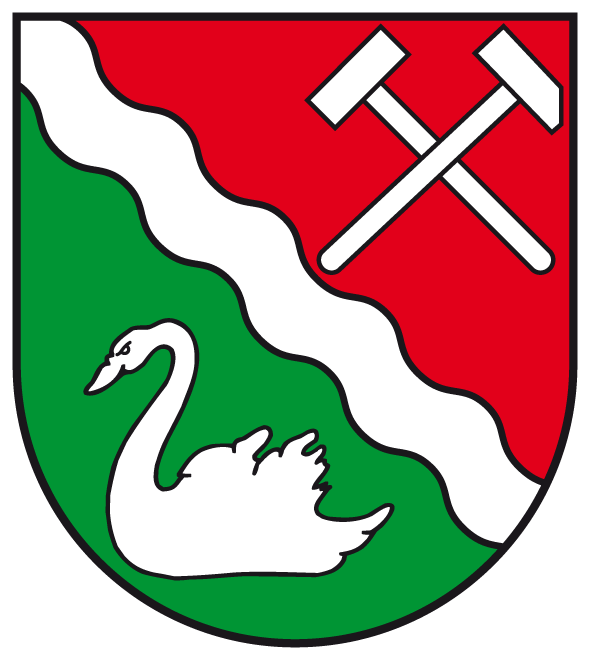
Wappen von Völpke

In der Liste der Kulturdenkmale in Völpke sind alle Kulturdenkmale der Gemeinde Völpke und ihrer Ortsteile aufgelistet. Grundlage ist das Denkmalverzeichnis des Landes Sachsen-Anhalt, das auf Basis des Denkmalschutzgesetzes vom 21. Oktober 1991 erstellt und seither laufend ergänzt wurde (Stand: 25. Februar 2015).

## Kulturdenkmale nach Ortsteilen

### Völpke
| Lage                                                  | Bezeichnung            | Beschreibung | Erfassungs- nummer | Ausweisungsart | Bild                   |
| ----------------------------------------------------- | ---------------------- | --- | ------------------ | -------------- | ---------------------- |
| Am Kamp 1 (Karte)                                     | Gutshof Völpke         | Gutshof mit Wohnhaus aus der Zeit um 1900 | 094 56502          | Baudenkmal     | Gutshof Völpke         |
| Bahnhofstraße 4, Rudolf-Breitscheid-Straße 52 (Karte) | Häusergruppe           | | 094 55952          | Denkmalbereich | BW                     |
| Ernst-Thälmann-Straße 1 (Karte)                       | Häusergruppe           | | 094 55933          | Denkmalbereich | BW                     |
| Ernst-Thälmann-Straße 13, 14 (Karte)                  | Bauernhof              | | 094 55935          | Baudenkmal     | BW                     |
| Ernst-Thälmann-Straße 15 (Karte)                      | Riekescher Hof         | Wohnhaus, Stellmacherei | 094 55934          | Baudenkmal     | BW                     |
| Ernst-Thälmann-Straße 19 (Karte)                      | Mühle                  | | 094 55936          | Baudenkmal     | BW                     |
| Mittelstraße (Karte)                                  | Sankt-Margareta-Kirche | evangelische Saalkirche aus der Zeit von 1785 bis 1790 | 094 55943          | Baudenkmal     | Sankt-Margareta-Kirche |
| Mittelstraße 3 (Karte)                                | Bauernhof              | | 094 55940          | Baudenkmal     | BW                     |
| Mittelstraße 6, 7, 8 (Karte)                          | Häusergruppe           | | 094 55941          | Baudenkmal     | BW                     |
| Offlebener Straße (Karte)                             | Kriegerdenkmal         | | 094 55932          | Baudenkmal     | BW                     |
| Rudolf-Breitscheid-Straße (Karte)                     | Denkmal                | Da Denkmal wurde 1920 für Friedrich Ebert, den Reichspräsident des Deutschen Reiches aufgestellt. Nach dem Zweiten Weltkrieg wurde die Ebert-Plakette gegen eine Ernst-Thälmann-Plakette ausgetauscht. Heute ist das Denkmal ohne eine Plakette. Das Denkmal besteht aus einem Sockel von Bruchstein, darauf befindet sich ein Findling. | 094 55948          | Baudenkmal     | BW                     |
| Rudolf-Breitscheid-Straße (Karte)                     | Herz-Jesu-Kirche       | Die katholische Herz-Jesu-Kirche ist ein neugotischer Kirchenbau aus dem Jahr 1905. | 094 55953          | Baudenkmal     | Weitere Bilder         |
| Rudolf-Breitscheid-Straße 25, 26 (Karte)              | Bauernhof              | Kothof | 094 55946          | Baudenkmal     | BW                     |
| Rudolf-Breitscheid-Straße 27c (Karte)                 | Inschriftstein         | Die Wasserstandmarke befindet sich am Giebel eines der Wirtschaftsgebäude. Die Inschrift lautet: „Wasserst: 15.5.89“. Die Wasserstandsmarke erinnert an ein Hochwasser des Jahres 1889. | 094 55949          | Kleindenkmal   | BW                     |
| Rudolf-Breitscheid-Straße 52 (Karte)                  | Pfarrhaus              | | 094 98356          | Baudenkmal     | BW                     |
| Rudolf-Breitscheid-Straße 56 (Karte)                  | Postamt                | | 094 55944          | Baudenkmal     | BW                     |
| Sommersdorfer Straße 1 (Karte)                        | Villa                  | | 094 55937          | Baudenkmal     | BW                     |
| Weidenfleck 5 (Karte)                                 | Bauernhof              | Kossatenhof | 094 55951          | Baudenkmal     | BW                     |

### Badeleben
| Lage                                                       | Bezeichnung  | Beschreibung | Erfassungs- nummer | Ausweisungsart | Bild           |
| ---------------------------------------------------------- | ------------ | --- | ------------------ | -------------- | -------------- |
| Am Spring 1 (Karte)                                        | Bauernhof    | | 094 55959          | Baudenkmal     | BW             |
| Am Spring 6 (Karte)                                        | Bauernhof    | | 094 55702          | Baudenkmal     | BW             |
| Bahnhofstraße 1 (Karte)                                    | Bauernhof    | | 094 55967          | Baudenkmal     | BW             |
| Bahnhofstraße 12, 13, 14 (Karte)                           | Wohnhaus     | | 094 55969          | Baudenkmal     | BW             |
| Hauptstraße (Karte)                                        | Kirche       | Der Turm der Kirche St. Petrus wurde um 1200 erbaut, die Kirche wahrscheinlich kurz danach. Im Jahr 1652 wurde die Kirche erneuert, sie war bei einem Brand beschädigt worden. Einen weiteren Brand gab es 1679, auch da wurde die Kirche renoviert. Im Jahre 1934 wurde die Kirche umgebaut und das Schiff um einen Meter erhöht. Im Inneren eine Orgel mit einem Orgelprospekt aus dem Jahr 1815. Neben anderen Gegenständen befindet sich ein Kruzifix aus dem 17. Jahrhundert in der Kirche. | 094 55965          | Baudenkmal     | Weitere Bilder |
| Hauptstraße 13 (Karte)                                     | Pfarrhof     | | 094 98591          | Baudenkmal     | BW             |
| Hauptstraße 18, 20, 21 (Karte)                             | Häusergruppe | | 094 55938          | Denkmalbereich | BW             |
| Hauptstraße 19, 22, Schäferberg 4 (Karte)                  | Gutshof      | | 094 55964          | Baudenkmal     | BW             |
| Sackgasse 2 (Karte)                                        | Bauernhof    | | 094 55955          | Baudenkmal     | BW             |
| Sackgasse 4 (Karte)                                        | Bauernhof    | | 094 55957          | Baudenkmal     | BW             |
| Sackgasse 2, 3a, 4, 5, 5a, 6, 7, Üplinger Straße 3 (Karte) | Straßenzug   | | 094 55954          | Denkmalbereich | BW             |

## Ehemalige Kulturdenkmale nach Ortsteilen
Die nachfolgenden Objekte waren ursprünglich ebenfalls denkmalgeschützt oder wurden in der Literatur als Kulturdenkmale geführt. Die Denkmale bestehen heute jedoch nicht mehr oder die Unterschutzstellung wurde aufgehoben.

### Badeleben
| Lage                | Bezeichnung | Beschreibung | Erfassungs- nummer | Ausweisungsart | Bild |
| ------------------- | ----------- | ------------ | ------------------ | -------------- | ---- |
| Sackgasse 3 (Karte) | Bauernhaus  |              | 094 55956          |                | BW   |

### Völpke
| Lage                                                                  | Bezeichnung     | Beschreibung | Erfassungs- nummer | Ausweisungsart | Bild            |
| --------------------------------------------------------------------- | --------------- | --- | ------------------ | -------------- | --------------- |
| Ernst-Thälmann-Straße 21, Im Winkel 1, 3, Mittelstraße 12, 13 (Karte) | Ortskern Völpke | Ortskern, Nach Abbrüchen, Einstürzen und unangemessenen Neubauten, wurde festgestellt, dass der Denkmalwert des Ortskerns verloren gegangen ist. Im Jahr 2016 wurde der Denkmalbereich daher aus dem Denkmalverzeichnis ausgetragen. | 094 55942          | Denkmalbereich | Ortskern Völpke |

## Legende
In den Spalten befinden sich folgende Informationen:
- Lage: Nennt den Straßennamen und wenn vorhanden die Hausnummer des Kulturdenkmals. Die Grundsortierung der Liste erfolgt nach dieser Adresse. Der Link „Karte“ führt zu verschiedenen Kartendarstellungen und nennt die geographischen Koordinaten.
Link zu einem Kartenansichtstool, um Koordinaten zu setzen. In der Kartenansicht sind Baudenkmale ohne Koordinaten mit einem roten bzw. orangen Marker dargestellt und können in der Karte gesetzt werden. Baudenkmale ohne Bild sind mit einem blauen bzw. roten Marker gekennzeichnet, Baudenkmale mit Bild mit einem grünen bzw. orangen Marker.
- Offizielle Bezeichnung: Nennt den Namen, die Bezeichnung oder zumindest die Art des Kulturdenkmals und verlinkt, soweit vorhanden, auf den Artikel zum Objekt.
- Beschreibung: Nennt bauliche und geschichtliche Einzelheiten des Kulturdenkmals, vorzugsweise die Denkmaleigenschaften.
- Erfassungsnummer: Für jedes Kulturdenkmal wird in Sachsen-Anhalt eine 20stellige Erfassungsnummer vergeben. Die letzten zwölf Ziffern werden für die Untergliederung nach Teilobjekten genutzt und werden nur angegeben, soweit vergeben. In dieser Spalte kann sich folgendes Icon  befinden, dies führt zu Angaben zu diesem Baudenkmal bei Wikidata.
- Ausweisungsart: Die Einordnung des Denkmales nach § 2 Abs. 2 DenkmSchG LSA
- Bild: Ein Bild des Denkmales, und gegebenenfalls einen Link zu weiteren Fotos des Kulturdenkmals im Medienarchiv Wikimedia Commons. Wenn man auf das Kamerasymbol klickt, können Fotos zu Kulturdenkmalen aus dieser Liste hochgeladen werden: